# Ilf i Petrov
Ilf i Petrov, rus: Ильф и Петров, foren Ilià Ilf, pseudònim d'Ilià Arnóldovitx Fainzílberg, rus: Илья Арнольдович Файнзильберг i Ievgueni Petrov, pseudònim de Ievgueni Petróvitx Katàiev, rus: Евгений Петрович Катаев, dos escriptors soviètics dels anys 1920 i 1930 nadius d'Odessa. Van escriure la major part de la seva obra junts, i gairebé sempre amb el nom de Ilf i Petrov. Les seves dues novel·les satíriques Les dotze cadires i El vedell d'or els van fer extremadament populars. Ambdós textos estan units pel destí del seu personatge principal, l'impostor Ostap Bénder.
Tots dos llibres descriuen el camí de Bénder i els seus col·legues a la recerca de tresors enmig de la realitat soviètica contemporània. Van sorgir en l'era relativament liberal de la Nova Política Econòmica dels anys vint. Els protagonistes solen evitar el contacte amb les òbviament negligents forces de l'ordre. Llur posició es troba fora de la societat soviètica organitzada i orientada a plans. Les obres van servir als autors com a plataforma per a una visió del costat fosc de la societat socialista. Els llibres es troben entre les obres més llegides i citades de la cultura soviètica.
El duet va ser, sens dubte, el dels escriptors satírics més populars del període soviètic. representants de l'Escola d'Odessa d'escriptors humoristes, i algunes de les figures culturals molt destacades, majoritàriament jueves odessit (nadius d'Odessa), juntament amb Isaac Babel i Leonid Utesov, que es van traslladar a treballar a la capital soviètica després de l'abolició de restriccions a la residència jueva a la demarcació jueva.

## Biografia
Ambdós autors es van conèixer el 1925, i el 1926 es va iniciar el seu treball conjunt, que en un primer moment consistia en la composició de temes per a dibuixos i fulletons a la revista Smekhatx, rus: Смехач i el processament de materials per al diari Gudok, rus: Гудок. El primer treball conjunt significatiu d'Ilf i Petrov fou la novel·la Les dotze cadires publicada el 1928 a la revista Trídtsat dnei, rus: Тридцать дней (Trenta dies) i el mateix any publicada com a llibre independent. La novel·la va tenir un gran èxit. Destaca per molts episodis, característiques i detalls satírics de brillant execució, que eren el resultat d'observacions tòpiques de la vida.
Les dotze cadires es va dur al cinema, tant a l'URSS com als Estats Units (aquesta última versió fou dirigida per Mel Brooks).
Tots dos escriptors van fer una gira pels Estats Units durant la Gran Depressió. Utilitzant les fotografies d'Ilf realitzades durant el viatge, els autors van escriure un assaig fotogràfic titulat Fotografies americanes, rus: Американские фотографии Amerikànskie fotografi, publicat a la revista Ogoniok. Poc després van publicar el llibre Amèrica a la planta baixa, rus: Одноэтажная Америка Odnoetàjnaia Amérika. L'assaig fotogràfic i el llibre documenten les seves aventures amb el seu propi humor lúdic. Ilf i Petrov no van defugir de retratar positivament certs aspectes de la forma de vida estatunidenca en aquestes obres.
El 1937 va morir Ilf, i els Quaderns, rus: Записные книжки Zapísnie knijki, publicats després de la seva mort, van ser avaluats per unanimitat per la crítica com una obra literària destacada. Petrov va sobreviure durant cinc anys a Ilf (tots dos van viure només 39 anys). Després de la mort del seu coautor, Petrov va escriure diversos guions (juntament amb Gueorgui Munblit), l'obra teatral L'illa de la pau, rus: Остров мира Óstrov mira (publicada el 1947) i El diari del front, rus: Фронтовой дневник Frontovoi dnevnik (1942). El 1940 es va unir al Partit Comunista i des dels primers dies de la guerra es va convertir en corresponsal de guerra del Pravda i de l'Oficina d'Informació. Va morir el juny de 1942 en un accident d'avió quan volava des de la Sebastòpol assetjada per l'enemic cap a Moscou. Va ser guardonat amb l'Orde de Lenin.

## Publicacions

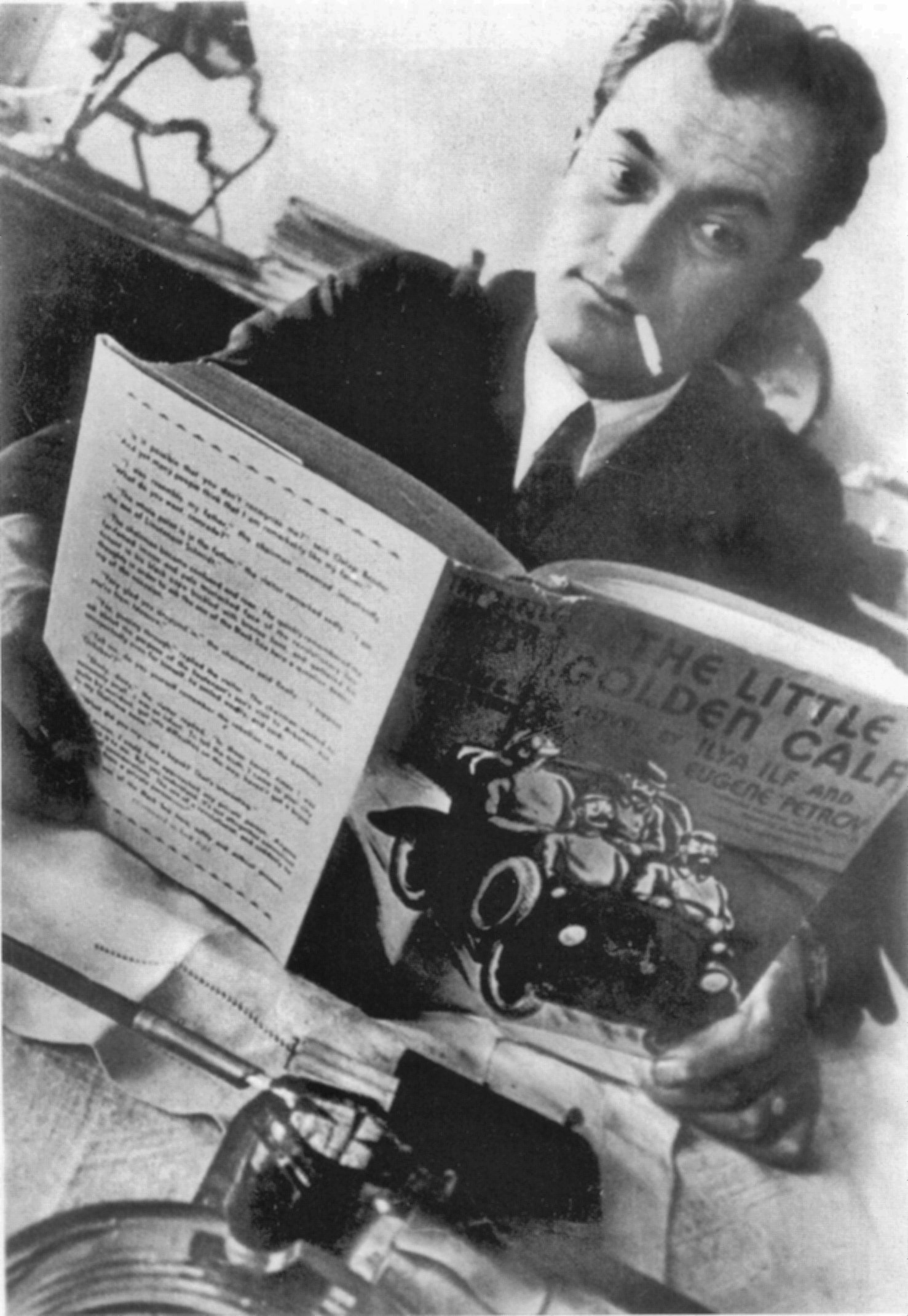
Evgeni Petrov llegeix la novel·la El vedell d'or en traducció anglesa

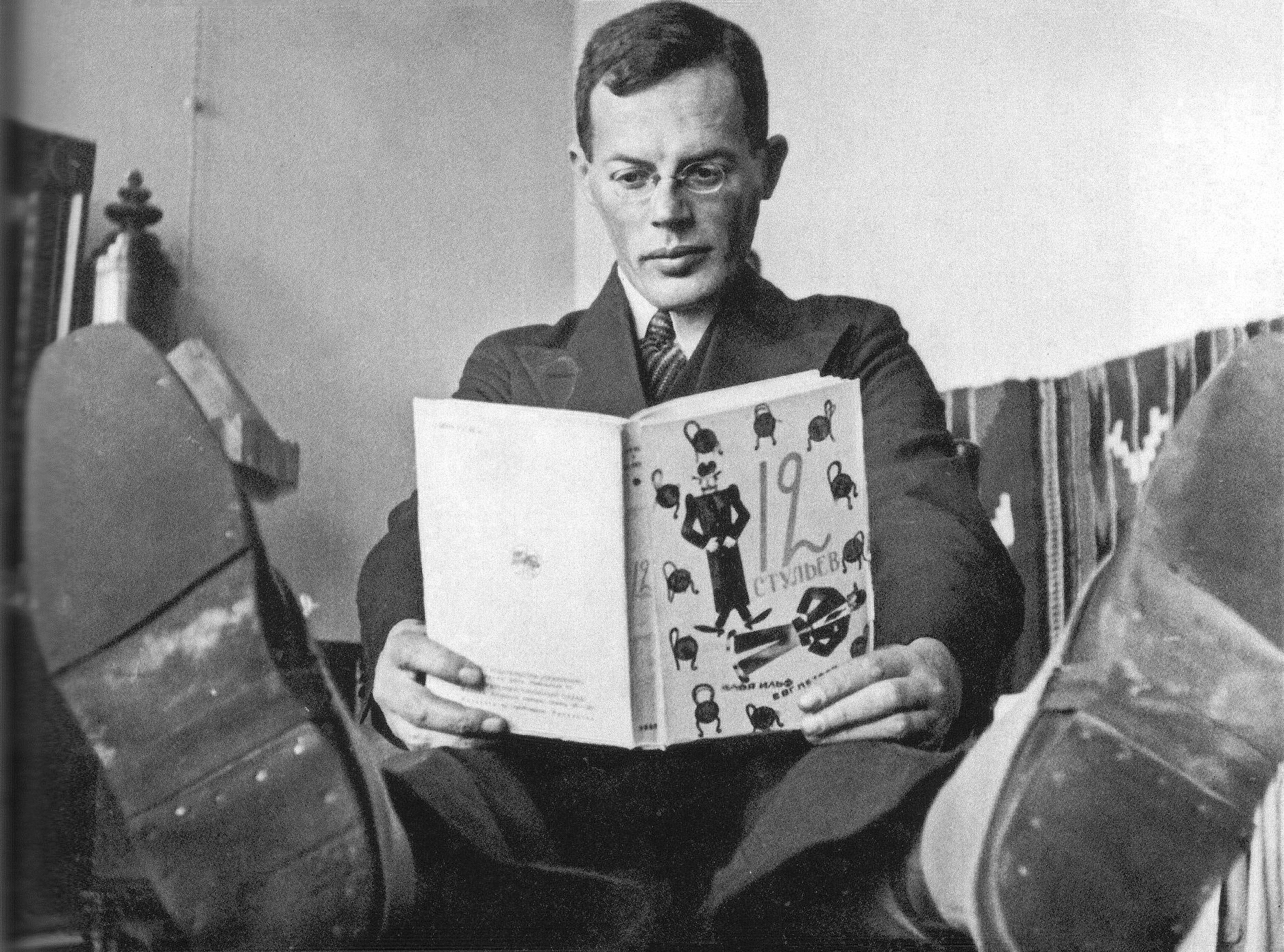
Ilya Ilf llegeix la novel·la Les dotze cadires

Ilf i Petrov van guanyar un gran protagonisme per les seves dues novel·les satíriques: Les dotze cadires (1928) i la seva seqüela, El vedell d'or (1931). Els dos textos estan connectats pel seu personatge principal, Ostap Bender, un estafador a la recerca d'una riquesa esquiva. Tots dos llibres segueixen les gestes de Bender i els seus associats a la recerca d'un tresor enmig de la realitat soviètica contemporània. Van ser escrits i estan ambientats en l'època relativament liberal de la història soviètica, la Nova Política Econòmica dels anys vint. En general, els personatges principals eviten el contacte amb les forces de l'ordre aparentment laxa. Es subratlla la seva posició fora de la societat soviètica organitzada, impulsada per objectius i productiva. També ofereix als autors una plataforma convenient des de la qual mirar aquesta societat i burlar-se dels seus aspectes menys atractius i menys socialistes. Aquests es troben entre els llibres més llegits i citats de la cultura russa. Les dotze cadires es van adaptar en unes vint pel·lícules; a la Unió Soviètica (per Leonid Gaidai i per Mark Zakharov), als EUA (en particular per Mel Brooks) i en altres països.
Des de finals de la dècada del 1920 fins a 1937, els coautors van escriure diverses obres teatrals i guions, així com molts contes d'humor i articles satírics a les revistes Chudak, 30 days, Krokodil i Ogoniok; i els diaris Pravda i Literaturnaya Gazeta. En els primers anys de creativitat conjunta, Ilf i Petrov van publicar les seves històries i sàtires sota pseudònims paròdics: Tolstoievski (compost pels noms dels escriptors Tolstoi i Dostoievski), Don Busilio (de Don Basilio, personatge de l'òpera Il barbiere di Siviglia, i el verb rus busa – escàndol, soroll), Filòsof fred i altres.
Els dos escriptors també van viatjar pels Estats Units de l'època de la Gran Depressió. Ilf va fer moltes fotografies al llarg del viatge, i els autors van produir un assaig fotogràfic titulat Fotos americanes, publicat a la revista Ogoniok. Poc després van publicar el llibre Одноэтажная Америка (literalment: 'Amèrica d'una sola planta'), traduït com Little Golden America (una al·lusió a The Little Golden Calf). La primera edició del llibre no incloïa les fotografies d'Ilf. Tant l'assaig fotogràfic com el llibre documenten les seves aventures amb el seu humor i l'alegria característics. En particular, Ilf i Petrov no van tenir por de lloar molts aspectes de l'estil de vida nord-americà en aquestes obres alhora que eren molt crítics amb els altres. El títol prové de la descripció següent.
| « | Amèrica és principalment un país d'una i dues plantes. La majoria de la població americana viu en petites ciutats de tres mil, potser cinc, nou o quinze mil habitants. | » |

Vladímir Nabókov els considerava escriptors meravellosament dotats.
Ilf va morir de tuberculosi pocs mesos després del seu retorn dels EUA. Petrov es va convertir en corresponsal de primera línia durant la Segona Guerra Mundial i, després de cobrir els combats a Sebastopol, va morir quan l'avió amb el qual viatjava de tornada a Moscou es va estavellar mentre volava baix per evitar el foc antiaeri.

## Llegat
El planeta menor 3668 Ilfpetrov, descobert per l'astrònom soviètic Lyudmila Georgievna Karachkina el 1982, porta el seu nom.

## Obres

### Les dotze cadires

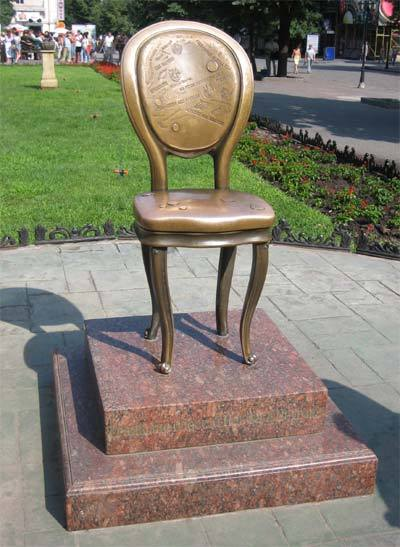
El monument a Odessa.

Les Dotze Cadires (de vegades traduït com L'Aventura de les Dotze Cadires o El Misteri de les Dotze Cadires, 1928, Двенадцать стульев) i la seva continuació El vedell d'or narren la recerca de la riquesa enmig de la realitat soviètica del seu temps, per part de Bénder i els seus socis. Es van escriure i transcorren a l'època de la Nova Política Econòmica Soviètica dels anys 20, una època relativament liberal en la història de l'URSS. El protagonista intenta esquivar les forces de l'ordre. Els llibres en destaquen la posició fora de l'ordre establert soviètic. Això proporciona als autors una excusa per satiritzar sobre el costat menys atractiu i menys socialista de la societat del seu temps. A Les dotze cadires ha de buscar una partida de diamants ocults en una de les cadires. Al final mor assassinat pel seu company Ippolit Matvéievitx Vorobianinov, que no desitja compartir amb ell el botí. A El vedell d'or, la segona part, aquests fets són alterats retroactivament, fent que la vida de Bénder fos salvada en l'últim moment. Aquest segueix un milionari clandestí soviètic i acaba pastant una fortuna que perd a mesura que intenta abandonar el país. A causa de la seva temàtica, que satiritza aspectes de la vida soviètica, només va ser aprovada per les autoritats un any més tard, després de la intervenció personal de Maksim Gorki. Totes dues obres es troben entre els llibres més llegits i citats de la cultura russa contemporània. La resta de les obres no han conservat la seva popularitat amb el pas del temps. Ilf i Petrov van planejar escriure una tercera novel·la en què Bénder és condemnat a un camp de treballs forçats a les Illes Solovietski on es transforma en un ciutadà model.
Bénder és un personatge complex, individualista i amoral, que de vegades es caracteritza com un paràsit social en termes soviètics i de vegades com un seguidor del marxisme i clarament ateu, cosa que contrasta amb el seu màxim desig d'abandonar definitivament la Unió Soviètica. A la llengua russa el nom d'Ostap s'ha convertit en el nom arquetípic per a un estafador i moltes expressions de les novel·les han passat a formar part del vocabulari habitual. Aquest nom és probablement un homenatge a Osip Sor, un divertit policia amic dels dos escriptors.

### Cicles de contes
Moltes idees que van sorgir mentre els coautors treballaven a Les dotze cadires no es van materialitzar a la seva primera novel·la. Alhora, l'energia creativa dels escriptors joves necessitava una sortida. Per tant, a l'estiu de 1928, Ilf i Petrov van començar a escriure la història satírica Personalitat brillant. Va ser creat en un temps extremadament curt, en només sis dies, i era una història sobre la transformació de Yegor Karlovich Filyurin, un empleat del servei municipal de la ciutat de Pistxeslav, en un home invisible. Si al primer treball dels coautors la imatge general del món era en general propera a la real, al segon la ironia de l'autor es va complementar amb un grotesc fantàstic. Com a resultat, va sorgir una ciutat fictícia, la vida de la qual estava organitzada de manera absurda: la màquina de fer boles de massa local produïa tres milions de boles de massa per hora, el club Pistxeslav estava cobert de columnes com bastides, i al centre s'alçava una estàtua eqüestre del naturalista. Timiriazev .
Tot i l'abundància de situacions còmiques i la popularitat del tema (la història conté una referència paròdica a L'home invisible de HG Wells, molt conegut a l'URSS als anys 1920, després d'una visita a Moscou), La brillant personalitat no va despertar gaire interès entre crítics i lectors. Els mateixos coautors van sentir que la història va resultar més pàl·lida que la seva primera novel·la; ni tan sols estava inclòs a les obres completes en quatre volums d'Ilf i Petrov, publicades el 1938-1939. La reedició de La brillant Personalitat no va tenir lloc fins a 1961 .
El 1929, Ilf i Petrov van iniciar un cicle de contes, Històries extraordinàries de la vida de la ciutat de Kolokolamsk (Необыкновенные истории из жизни города Колоколамска). El fantàstic i grotesc, que va aparèixer a La brillant personalitat com un dels costats del seu estil creatiu, aquí es va espessir fins al punt de la foscor. Entre els habitants de la ciutat que van inventar, es va esmentar per primera vegada Vasisualii Lokhankin, un empresari de pompes fúnebres que va sembrar el pànic entre els kolokolamites sobre la imminent fi del món, la inundació i l'abisme celestial. L'atmosfera de vida comunitària reproduïda pels escriptors recordava la situació a Voronia Slobodka: aquest nom, juntament amb el cognom i el nom de l'empresari de pompes fúnebres, va aparèixer més tard a El vedell d'or . Probablement, en iniciar el projecte Kolokolamsk, els coautors van planejar crear una versió soviètica de La història d'una ciutat de Saltikov-Shtxedrin. No obstant això, segons la crítica literària Lidia Yanovskala, la sàtira de Shtxedrin no va funcionar. Ilf i Petrov se'n van adonar abans que els crítics, per la qual cosa no només van interrompre el treball en el cicle, sinó que ni tan sols van publicar tots els contes que van escriure .
L'aparició d'un altre cicle de contes, Els mil i un dies o la nova Scheherazade, publicat a Eccentric (1929, núms. 12-22), va ser precedida per publicitat: es va informar els lectors sobre el proper llançament d'«un conte de fades de la Scheherazade soviètica, obra de F. Tolstoievski». El paper de narradora va ser confiat a l'empleada de l'oficina d'adquisició de urpes i cues, Scheherazade Fedorovna Shaitanov, que, imitant el seu predecessor de Les mil i una nits, explica la història de buròcrates, grollers i oportunistes.. Tot i això, l'anunci d'Eccentric prometia una quantitat molt més gran de contes del que finalment va resultar ser. Durant el procés de treball, els mateixos coautors van perdre interès en la seva idea i La nova Scheherazade es va convertir en una obra de transició. Més tard, parlant de les històries i cicles de contes creats a finals de la dècada del 1920, Evgeny Petrov va recordar: Estem escrivint la història de Kolokolamsk. Scherezade. Temps creatiu. Sentim que necessitàvem escriure alguna cosa diferent. Però què? El resultat de la seva recerca va ser la segona part de la dilogia sobre Ostap Bender: la novel·la El vedell d'or, en la qual es van traslladar alguns dels personatges d'Els mil i un dies.

### Guions de cinema i vodevil
Ilf i Petrov van començar a recórrer als gèneres escènics a la dècada del 1930, però els seus coautors van mostrar interès per ells molt abans. Segons el crític literari Abram Vulis, els predecessors immediats dels seus vodevils i guions van ser les primeres històries de Petrov, plenes de diàlegs divertits i amb una forma que recorda a les comèdies curtes . Posteriorment, la inclinació dels escriptors cap als episodis visibles es va manifestar a la novel·la Les Dotze Cadires, molts dels capítols dels quals van resultar ser veritablement cinematogràfics . El primer treball cinematogràfic dels coautors va estar associat amb la pel·lícula muda de Iakov Protazanov "La festa de Sant Jordi", per a la qual Ilya Arnoldovich i Evgeniy Petrovich van escriure intertítols . Després van compondre el guió "Barak", que explica com el principal constructor Bityugov va decidir portar "a remolc" a la brigada endarrerida. La pel·lícula, dirigida per Nikolai Gorchakov i Mikhaïl Yanshin, es va estrenar el 1933 amb el títol "Black Barracks", però no va obtenir gaire èxit entre els espectadors; Segons els crítics, els realitzadors van adoptar un "enfocament una mica esquemàtic de les persones i els esdeveniments" .
El 1933, mentre viatjaven per Europa, Ilf i Petrov van rebre una sol·licitud de la companyia cinematogràfica francesa Sofar per escriure un guió per a cinema sonor. El treball, realitzat en deu dies, va ser molt apreciat pel client; Ilf va dir en una carta a la seva dona que el guió va ser lliurat ahir. Els agradava, reien molt, queien de les cadires. No obstant, la pel·lícula, basada en un guió creat segons les tradicions de la comèdia francesa, mai no es va realitzar i el manuscrit entregat a Sofar va desaparèixer. Gairebé trenta anys després, es va descobrir una còpia mecanografiada, aparentment una còpia preliminar, a l'arxiu de la casa d'un dels coautors. Aquest text va ser restaurat i publicat per primera vegada a la revista Iskusstvo Kino (1961, n.° 2) amb el títol Guió de cinema sonor .
L'actitud esbiaixada d'Ilf i Petrov cap a la paròdia com a element del joc literari es va manifestar al vodevil d'un acte "Strong Feeling", publicat a la revista "Thirty Days" (1933, núm. 5). La història, composta pels coautors, és, per una banda, una variació peculiar de El casament de Txékhov i, de l'altra, una repetició burleta dels seus propis temes i motius. Així, s'hi desenvolupa el personatge de Les Dotze Cadires, la caníbal Ellochka, que aquesta vegada porta el nom de Rita i aspira a fer-se la dona d'un estranger reeixit: Anar a l'estranger amb ell! Tinc moltes ganes... de viure a la societat burgesa, en una cabana, a la vora de la badia.
Certes repeticions de si mateixes també es van veure al guió de la pel·lícula "Hi havia una vegada un estiu", estrenada el 1936 (dirigida per Hanan Shmain i Igor Ilyinsky). La trama, que es basa en el viatge de Zhora i Telescope en un cotxe que van muntar amb les seves pròpies mans, recorda la trama d'"El vedell d'or", els personatges del qual emprenen aventures a l'"Antílop Gnu". Al mateix temps, malgrat les moltes situacions divertides en què es troben els herois, així com de la bona actuació (Ilyinsky va interpretar dos papers), la pel·lícula "Once Upon a Summer" no va entrar a la llista d'èxits creatius de la coautors. Els crítics van assenyalar que durant el rodatge es van utilitzar tecnologies obsoletes i, per tant, la pel·lícula ens transporta als temps en què la cinematografia feia els primers passos.
A mitjan dècada del 1930, Ilf, Petrov i Kataev van rebre una sol·licitud del music hall, que necessitava urgentment actualitzar el seu repertori, per crear una comèdia moderna. Així va aparèixer l'obra "Sota la cúpula del circ", que després transferiu-si gairebé sense canvis al guió de la pel·lícula "Circ" de Grigory Alexandrov. Durant la feina van sorgir desacords entre Alexandrov i els seus coautors. En una carta dirigida a la direcció de Mosfilm, han indicat que gràcies a la intervenció del director al guió, "els elements de comèdia han disminuït significativament, els elements de melodrama han augmentat significativament". Després de negociacions amb la direcció de l'estudi, Ilf i Petrov, que van considerar que el seu pla original estava distorsionat, van demanar que s'eliminessin els noms dels crèdits.

### Altres obres
La novel·la Tonia (1937) descriu la vida de soviètics forçats a viure en una societat capitalista. 1001 Dies o una Nova Scherezade és una recopilació d'històries satíriques publicades sota el pseudònim de F. Tolstoevski, amb qui signaven molts dels seus articles i històries breus publicades.
Durant el seu viatge a Amèrica Ilf va fer moltes fotografies amb la seva càmera Leica, i tots dos van produir un assaig fotogràfic titulat Fotografies Americanes publicat a la revista Ogoniok i poc després el llibre Одноэтажная Америка, joc de paraules que es va traduir com a Petita Amèrica d’Or en referència al títol de la seva segona novel·la. Tant el fotoassaig com el llibre, publicat en el primer moment sense les fotografies, narren les seves aventures amb el seu particular humor i alegria. Curiosament no van tenir objeccions a lloar certs aspectes de la societat americana en aquesta obra.

## Adaptacions
Les Dotze Cadires ha estat adaptada en pel·lícules diverses vegades. El 1936 els estudis Ealing van realitzar una pel·lícula titulada Keep Your Seats, Please (Conserven Els Seients, Per Favor), inspirada en el llibre però ambientada a Anglaterra i amb set cadires en lloc de dotze. El 1970 Mel Brooks va fer la versió més coneguda del llibre i amb el mateix títol amb Frank Langella, Ron Moody, i Dom DeLuise, aquesta va ser seguida per una altra versió de Nicolas Gessner anomenada The Thirteen Chairs (Les Tretze Cadires) amb Sharon Tate com a protagonista (la seva última pel·lícula abans de la seva mort). A la Unió Soviètica, Leonid Gaidài va realitzar el 1971 un film homònim i el 1976 Mark Zajárov va filmar una minisèrie protagonitzada per Andrei Mirónov, Anatoli Papánov, i Oleg Tabakov.